# Cláudio Chicola
Cláudio Chicola (25. rujna 1999.) je angolski rukometaš. Nastupa za klub angolski klub G.D. Interclube i angolsku reprezentaciju.
Natjecao se na Svjetskom prvenstvu u Danskoj i Njemačkoj 2019., gdje je reprezentacija Angole završila na 23. mjestu, i u Egiptu 2021. (30.).